# Mei long
Mei long (кит.: 寐龍 — «дракон, що спить») — рід динозаврів троодонтів розміром з качку, рештки якого були знайдені у 2004 році на території Китаю, провінція Ляонін. Назва Mei long з китайської означає «дракон, який міцно спить», що зумовлено позою цієї знахідки: малий динозавр сховав голову під складену крилоподібну передню кінцівку, так само як це роблять сучасні птахи під час сну.
Така характерна поза слугує підтвердженням вже встановленого еволюційного зв'язку між вимерлими динозаврами та сучасними птахами. Окрім того, знахідка Mei long унікальна в тому, що закарбувала аспект поведінки тварини, про який, в багатьох інших випадках, палеонтологи можуть лише здогадуватись.

## Палеоекологія

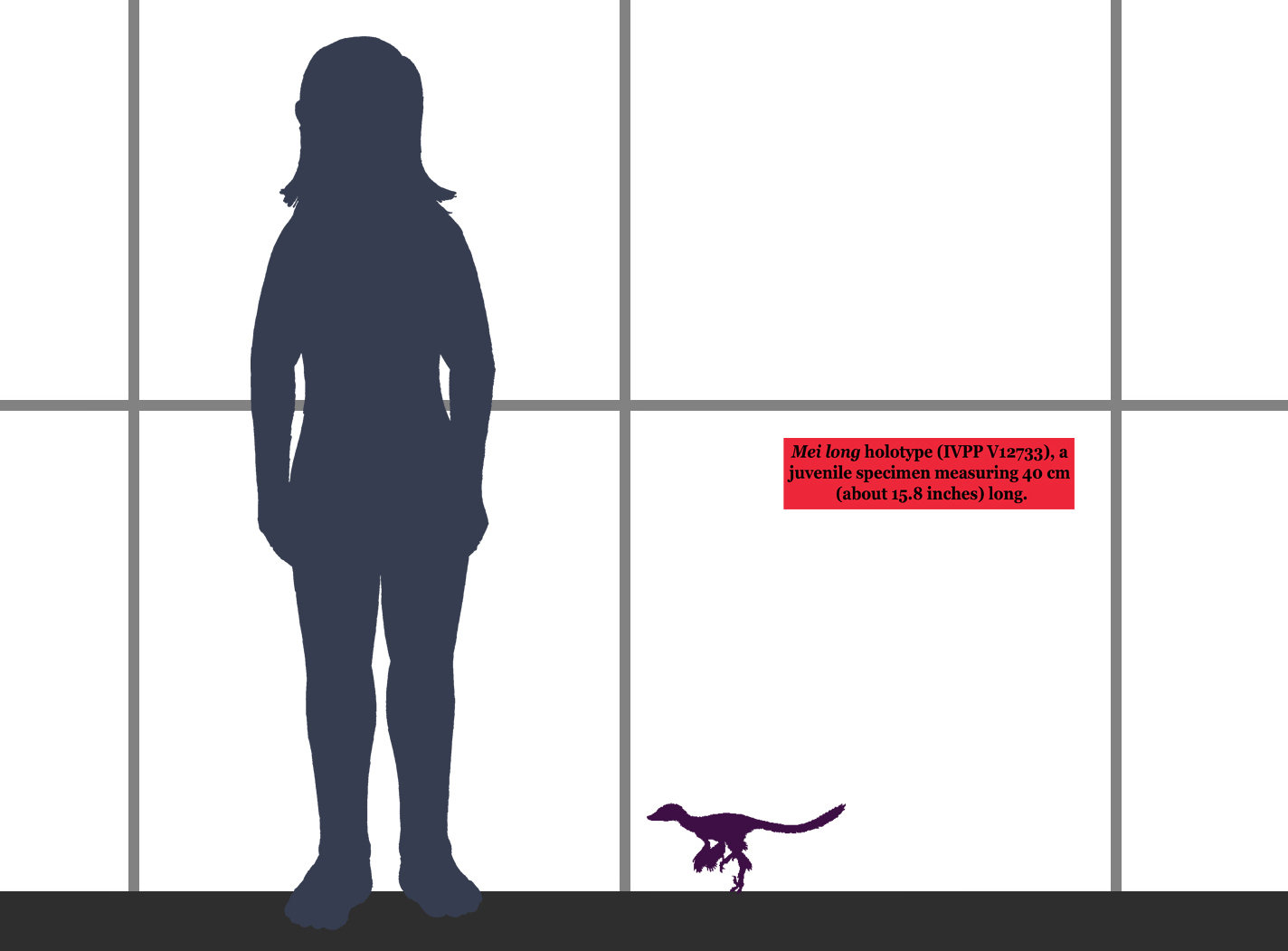
Порівняння розмірів з людиною

Mei жив у ранньому аптському періоді ранної Крейди, близько 125,8 млн років тому. У цей час у регіоні Ляонін домінували численні вулкани, а ландшафт був вкритий хвойним лісом, з підстилкою з папороті та інших рослин, таких як великі хвощі, ґінкго та араукарії. Також там були знайдені деякі з найраніших квітучих рослин.
У цьому ареалі мешкало багато видів малих птахоподібних тероподів, хоча більшість з них були більшими за Mei. Однак існувало лише п'ять або шість видів травоїдних нетероподних динозаврів, а також велика і різноманітна фауна ранніх ссавців і птерозаврів. Найвищим хижаком був 9-метровий тиранозавроїд Ютиранус, який міг полювати на двох чи більше видів завроподів.